# Génie (personne)
Pour les articles homonymes, voir Génie.

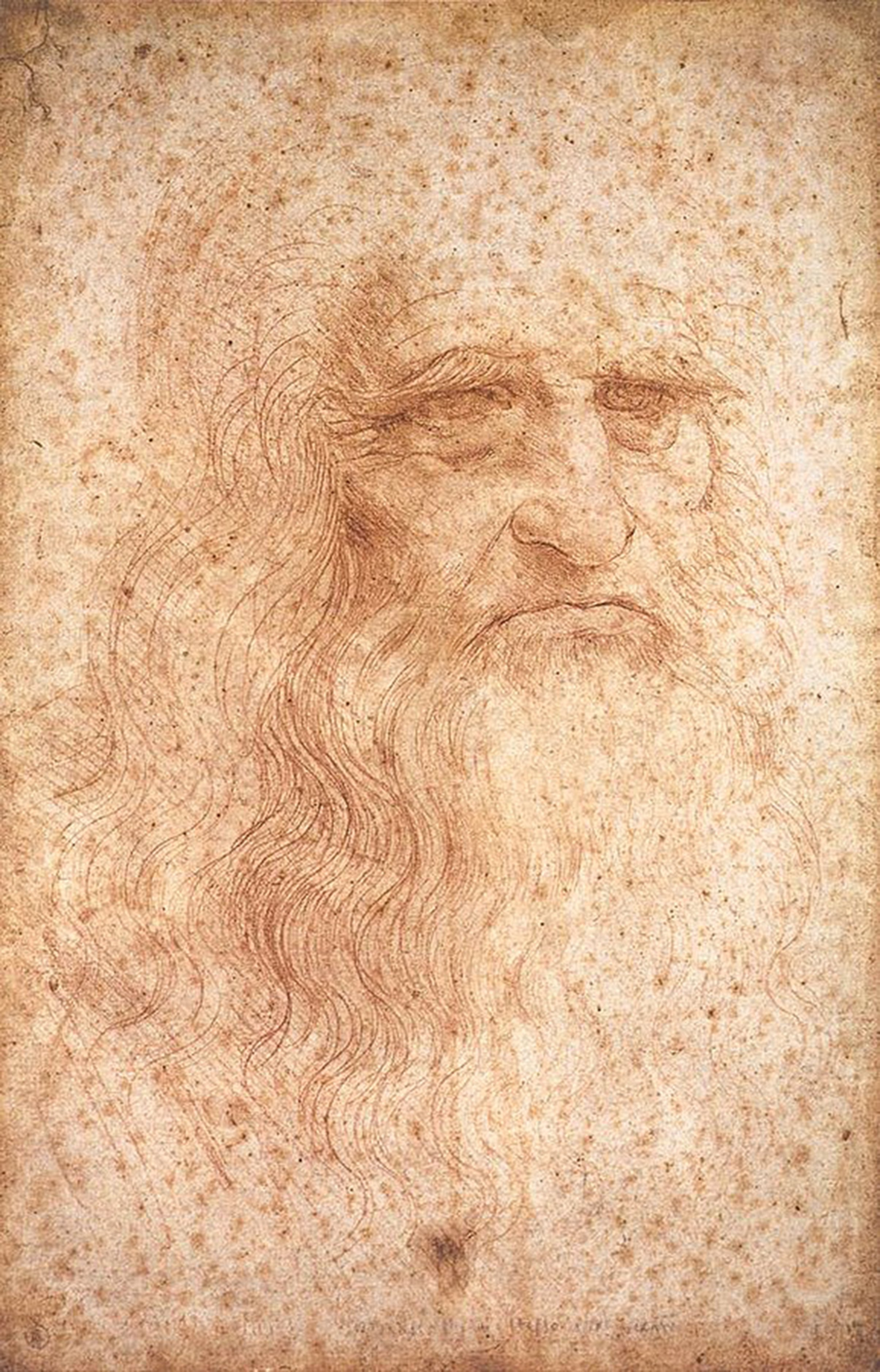
Leonard de Vinci est largement reconnu comme ayant été un génie et un polymathe.

Un génie est une personne qui se démarque de façon exceptionnelle de ses contemporains par des aptitudes  et / ou une force intellectuelle hors du commun. Le terme s'applique particulièrement à l'artiste ou à l'inventeur, doté  de cette  force créatrice extraordinaire.

## Étymologie et définition
Le mot dérive du mot latin « genius ». La même origine latine a donné le sens d'« inventeur ». En 1532, au sens qu'il aurait chez Rabelais dans Pantagruel, le génie signifie « caractère, tendance naturelle de l'esprit ».
Le premier sens de « génie » est celui d'une divinité, d'un être surnaturel ou allégorique. Au sens II, il s'agit d'« aptitude, [de] faculté supérieures de l'esprit portées au-delà du niveau commun (se manifestant dans des entreprises, des inventions, des créations jugées exceptionnelles ou extraordinaires »). C'est par métonymie que le mot s'applique à une « personne qui a du génie ».

## Le concept de génie

### Chez Aristote
Le terme de génie n'existe pas tel quel dans la langue grecque. Ainsi, pour désigner une personne supérieure à la moyenne, Aristote utilise l'expression de peritoi andres, traduite « hommes d'exception » par Jackie Pigeaud. Peritoi signifie « extraordinaire », « excessif », « qui dépasse la moyenne ».

### De l'Antiquité jusqu'au XVIe siècle
De l'Antiquité jusqu'au XVIe siècle l'éloge du génie est vu comme une passion divine, une fureur démoniaque, une folie sublimée ou encore un souffle surhumain, pour passer vers le XVIIe siècle, au sens contemporain : une représentation analytique et positive du genius. Boileau en donna les premiers traits en traduisant l'ouvrage Peri upsous en 1674. C'est ainsi qu'une nouvelle vision de cette notion commence à émerger. Génie renferme le sublime dans l'esthétique de l'abbé Dubos, qui essaya en 1719 d'extraire « la première tentative de physiologie de celui-ci », le conçoit en tant qu'une « facilité » naturelle de la personne pour assimiler le savoir et créer. Une « facilité » qui se comprend comme une source coulant à jamais.

### XVIIIe siècle en Europe

#### Chez Saint-Lambert
Mais, c'est au XVIIIe siècle l'apparition de l'article Génie, dont l'auteur est vraisemblablement Jean-François de Saint-Lambert, en 1757 dans l'Encyclopédie qui instaure d'une façon prompte une différence entre l'homme génial (dont on cherche à étudier la physiologie et la psychologie) et la production littéraire ou picturale géniale qui provoque chez nous le besoin de l'étudier. Au-delà des visées traditionnelles de l'artiste ou de l'homme de lettres (recherches des sensations, la neutralité des souvenirs), l'homme de génie épuise ses motivations dans une autre logique que les autres, sa démarche se révèle intemporelle car elle amplifie sa subjectivité et l'irradie à travers une lecture du monde.

#### Chez Diderot
Après avoir soutenu la définition de Saint-Lambert, Diderot change d'opinion dans le Paradoxe sur le comédien, où il met en scène un élément qui affaiblit l'homme de génie. La sensibilité apparaît comme un défaut qui influence la construction de son ouvrage parce qu'il relève plus d'affect que du jugement (rationnel). Diderot va confirmer et théoriser ses conceptions dans Le Neveu de Rameau, composé dès 1762. De même, en 1772, la recherche du sublime, de la fantaisie, de l'angle de l'exposition apparaissent aussi comme éléments producteurs de défauts. Néanmoins, il s'efforce à identifier et à décortiquer cette « je ne sais quelle qualité d'âme particulière » qui est le propre du génie même si le substantif qui peut décrire cela lui manque.

#### Chez Voltaire
Voltaire, dans l'article « Génie » des Questions sur l'Encyclopédie (1770-1772), donne de réels fondements théoriques à la notion, préfigurant la conception qui prévaudra au XIXe siècle.

#### Le génie dans l'art à l'époque duSturm und Drang(Allemagne)
Selon le germaniste Pierre Grappin, le mouvement même du Sturm und Drang est né d'« une discussion sur les règles et le génie dans l'art » qui aura commencé  au début du siècle et aboutit alors à la « conclusion provisoire » suivante : il faut s'en tenir à la nature et « la seule règle est d'écouter son cœur, d'être sincère et aussi d'être fort ». Il faut « être vrai » et original. Les grands noms sont : Herder, Goethe avec Les Souffrances du jeune Werther et Schiller avec Les Brigands. Grappin écrit : 

« Le mot, qui est apparu en allemand au milieu du siècle, a fait fortune : en 1775, chacun, en Allemagne, était à la recherche de son génie, chacun ambitionnait d'exprimer quelque chose qui lui fût propre. »

— Pierre Grappin

#### Chez Kant
Emmanuel Kant popularise le terme en philosophie dans sa Critique de la faculté de juger. Dans le cadre de sa philosophie de l'art (voir Esthétique), Kant soutient que le génie est celui qui, original, produit de l'exemplaire, c'est-à-dire ce qui doit être utilisé comme exemple par les autres. Le génie ne se conforme pas aux canons traditionnels car il crée des canons de manière naturelle. Le génie est donc « l'originalité exemplaire des dons naturels d'un sujet dans le libre usage de ses pouvoirs de connaître ». Le génie même est une « disposition innée de l'esprit par l'intermédiaire de laquelle la nature donne ses règles à l'art ». Le génie existe dans le domaine des arts, mais pas des sciences, car le génie crée, là où le scientifique découvre ce qui est[pas clair],.

### Dix-neuvième siècle en France

#### Chez Victor Hugo
Au XIXe siècle, Victor Hugo donnera à la figure du génie des traits définitifs en une vaste synthèse conceptuelle développée dans les pages de son ouvrage William Shakespeare.

## Psychologie
Des génies peuvent avoir souffert de troubles mentaux tels que Vincent van Gogh, Le Tasse, Jonathan Swift, John Forbes Nash, Ernest Hemingway, Brian Wilson, Alexandre Grothendieck, Isaac Newton ainsi que Bernhard Riemann qui a souffert de plusieurs dépressions.
Il a été suggéré qu'il existe un lien entre la maladie mentale, en particulier la schizophrénie et le trouble bipolaire, et le génie. Les personnes atteintes de trouble bipolaire et de trouble de la personnalité schizotypique, ces derniers étant plus courants chez les parents de schizophrènes, ont tendance à faire preuve d'une créativité élevée.
Dans une étude de 2010réalisée au Karolinska Institutet, il a été observé que les individus très créatifs et les schizophrènes ont une densité plus faible de récepteurs thalamiques de la dopamine D2. L'un des enquêteurs a expliqué que « moins de récepteurs D2 dans le thalamus signifient probablement un degré de filtrage du signal plus faible, et donc un flux d'informations plus élevé du thalamus ». Cela pourrait être un mécanisme possible derrière la capacité de personnes très créatives à voir de nombreuses connexions inhabituelles dans une situation de résolution de problèmes et les associations bizarres trouvées chez les schizophrènes.